# Гриханов, Юрий Александрович
Юрий Александрович Гриханов (20 августа 1939, Самарское, Хайбуллинский район, Башкирская АССР, РСФСР, СССР — 5 марта 2024) — советский и российский библиотековед, библиотечный деятель и педагог.

## Биография
Родился 20 августа 1939 года. В 1958 году поступил на историко-филологический факультет МГПИ, который окончил в 1963 году, затем поступил на Высшие библиотечные курсы при ГБЛ, окончив их в 1967 году. Будучи выпускником указанных курсов, в 1965 году Юрий Александрович устроился на работу в ГБЛ и проработал там до 1991 года. С 1991 по 1999 год занимал должность заместителя начальника Управления по делам библиотек Министерства культуры РФ. С 2000 года руководил Центром мониторинга российской культуры Академии переподготовки работников искусства, культуры и туризма.
Умер 5 марта 2024 года в возрасте 84 лет.

## Научные работы
Автор ряда научных работ, посвящённых библиотековедению.